# Fleuré, Vienne
Fleuré là một xã, tọa lạc ở tỉnh Vienne trong vùng Nouvelle-Aquitaine, Pháp. Xã này có diện tích 16,68 kilômét vuông, dân số năm 2006 là 978 người. Xã nằm ở khu vực có độ cao trung bình 138 m trên mực nước biển. Dân địa phương danh xưng tiếng Pháp là Fleuréens.

## Biến động dân số
| 1962                                         | 1968 | 1975 | 1982 | 1990 | 2006 | 2006 |
| -------------------------------------------- | ---- | ---- | ---- | ---- | ---- | ---- |
| 411                                          | 460  | 468  | 633  | 745  | 802  | 978  |
| Số liệu từ năm 1962: Dân số không tính trùng |      |      |      |      |      |      |